# Cocoa Beach
Cocoa Beach är en stad (city) i Brevard County, i delstaten Florida, USA. Enligt United States Census Bureau har staden en folkmängd på 11 235 invånare (2011) och en landarea på 12,1 km².